# 浪岡祐貴
浪岡 祐貴（なみおか ゆうき、1987年5月3日 - ）は、日本のラグビーユニオン選手。

## プロフィール
- 青森県出身[1]。
- ポジションはプロップ(PR)。
- 身長 173cm、体重 100kg
- ニックネームはなみ、鉄人。
- U19日本代表に選ばれたことがある[2]。

## 来歴
ラグビーを始めたきっかけは高校の監督にスカウトされたことから。
2006年、三沢商業高校卒業後、帝京大学に入る。なお三沢商業高校時代、高校日本代表に選ばれたことがある。
2010年、帝京大学卒業後、豊田自動織機シャトルズに加入。同年9月4日に行われたジャパンラグビートップリーグ第1節のNTTコミュニケーションズシャイニングアークス戦に先発出場で公式戦初出場を果たした。
2020年、豊田自動織機シャトルズを退団した。